# Мама (Юкатан)
Мама (исп. Mama) — посёлок в Мексике, штат Юкатан, входит в состав одноимённого муниципалитета и является его административным центром. Численность населения, по данным переписи 2010 года, составила 2876 человек.

## Общие сведения
Название Mama с майянского языка можно перевести по-разному: окончание материнской воды или место матерей или как двойное отрицание не нет.
Поселение было основано в доиспанский период, как часть владений Тутулшиу (исп. Tutulxiu), а первое упоминание относится только к 1580 году, когда поселение стало энкомьендой под управлением дона Хуана Агилара. Юкатан в 1821 году объявил свою независимость от испанской короны, а в 1825 году Мама стала административным центром района Сьерра-Баха, преимущественно состоящего из невысоких хребтов и массивов.
Мама находится примерно в 55 км к юго-востоку от города Мерида.

## Фотографии
- Улочки Мамы
- Придомовая территория